# Saurodontidae
Die Saurodontidae (Syn.: Saurocephalidae, Berg, 1940) sind eine ausgestorbene Knochenfischfamilie aus der Oberkreide von Nordamerika. Die Familie umfasst drei Gattungen, die in Ablagerungen des Western Interior Seaway gefunden wurden und die stratigraphisch vom Campanium bis zum Cenomanium reichen. 

## Merkmale

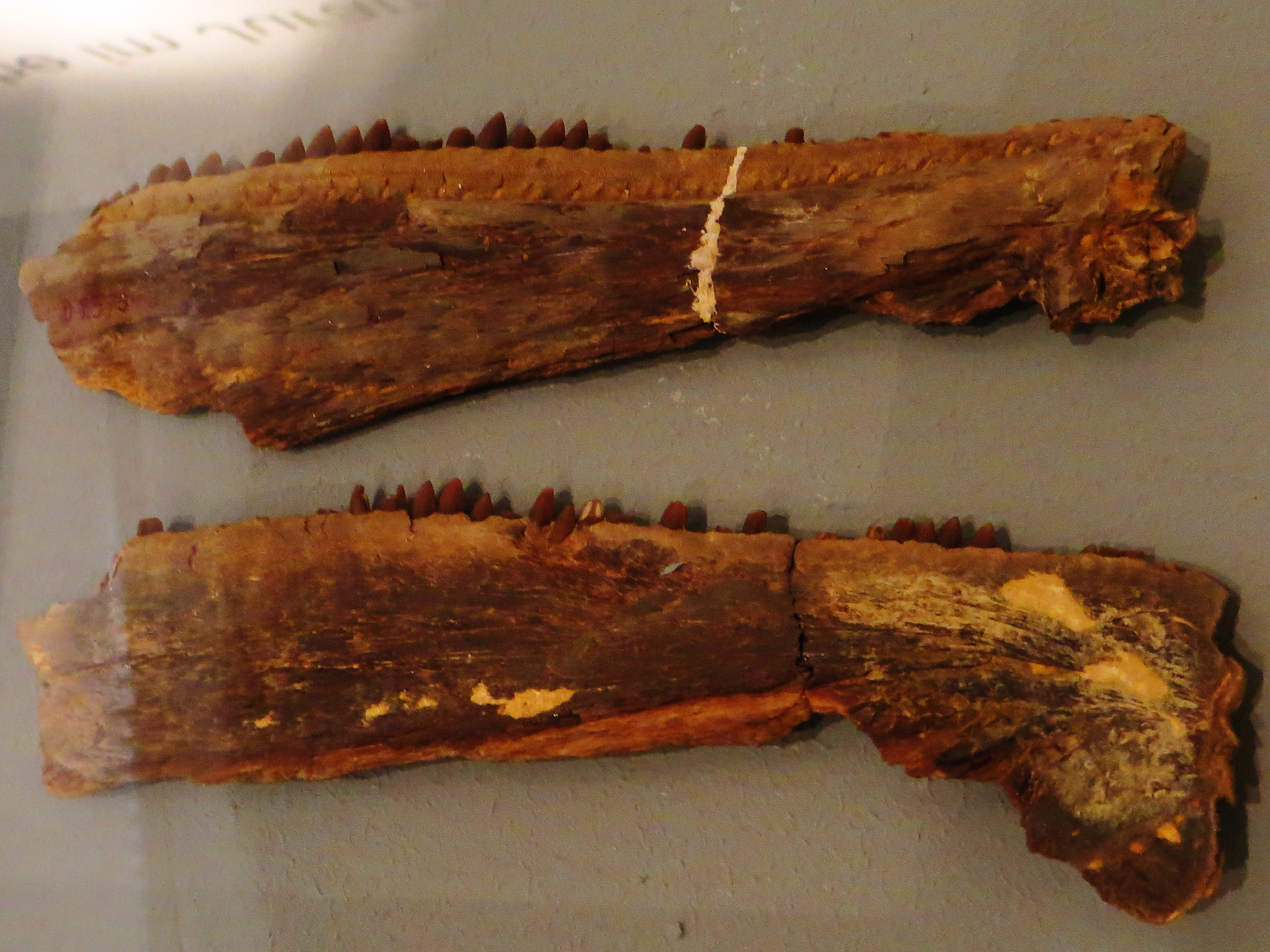
Kieferknochen von Saurocephalus

Die Saurodontidae waren langgestreckte, seitlich abgeflachte Raubfische, die eine Länge von zwei bis drei Meter erreichen konnten. Die Wirbelsäule war gut verknöchert und konnte bis zu 100 Wirbel umfassen. Die Kopflänge machte normalerweise ein Sechstel der Standardlänge aus. Das Kiefergelenk saß unterhalb des hinteren Randes der Orbita. Die Maulspalte war leicht aufwärts gerichtet. Charakteristisches Merkmal der Familie war ein sogenanntes „predentary bone“, eine zahnlose Verlängerung des Unterkiefers, die in einer dreieckigen Spitze endete und deren Funktion bis heute unbekannt ist. Somit stand der Unterkiefer weit über den Oberkiefer vor. Die Zähne der Saurodontidae waren flach und klingenartig und saßen in jedem Kiefer in einer einzelnen Reihe. Bei Saurocephalus und Saurodon standen die Zähne dicht zusammen und senkrecht. An ihrer Basis fand sich eine schlüssellochartige Grube. Bei Prosaurodon fehlte diese Grube, die Zähne standen weiter auseinander und waren nach hinten gerichtet. Der erste Flossenstrahl der Brustflossen war klingenartig und ungeteilt.

## Gattungen
- Prosaurodon Stewart, 1999
- Saurocephalus Harlan, 1824
- Saurodon Hays, 1829

Ein Nomen dubium ist Gwawinapterus, dessen fossiler Überrest nur aus einem teilweise erhaltenen Kieferknochen samt Zähnen besteht, und in der Erstbeschreibung als Flugsaurierfossil beschrieben wurde. Vullo und Kollegen interpretierten das Fossil später als eine unvollständige isolierte Maxillare eines saurodontiden Fischs, konnten aber keine einzigartigen Merkmale feststellen, anhand derer sich das Fossil von bekannten Saurodontiden-Gattungen abgrenzen ließe.
Eine ähnliche Kontroverse betrifft Zähne aus Usbekistan, die 1995 von Lev Nessov  als Asiamericana asiatica beschrieben wurden. Nessov gab an, dass die Zähne zu einem theropoden Dinosaurier aus der Gruppe Spinosauridae oder zu einem Saurodontiden gehören könnten. Zwei spätere Studien unterstützten die Einordnung als Saurodontidae, während eine dritte Studie die Einordnung als Spinosauridae bevorzugte. Hans-Dieter Sues und Alexander Averianov (2012) beobachteten jedoch, dass die Zähne eine feine Sägung ihrer Schneidekanten zeigen, was eine Einordnung als Theropode nahelegt; diese Autoren schrieben Asiamericana vorläufig dem Theropoden Richardoestesia zu.